# Семка Соколович-Берток
Семка Соколович-Берток (босн. Semka Sokolović-Bertok, 22 грудня 1935, Сараєво, Югославія — 4 березня 2008, Загреб, Хорватія) — югославська і боснійська актриса. Зіграла понад 70 ролей в театрі і більше 50 ролей у фільмах. Вона також була багатообіцяючою шахісткою в молодості, вісім разів перемагала на Чемпіонаті Хорватії з шахів серед юніорів.

## Біографія
Семка Соколович народилася в боснійської сім'ї в Сараєво, Боснія і Герцеговина. Її мати Абіда була швачкою. Її батько Расим був фінансовим інспектором, він помер коли Семко було три роки. Її старша сестра Бадема (1929—1969) стала співачкою (меццо-сопрано). Її чоловіком був хорватський шахіст Маріо Берток.
Після закінчення Академії драматичного мистецтва в Загребі грала в Драматичному театрі імені Бранко Гавелло. На додаток до її роботи в театрі в Загребі вона з'являлася в численних ролях в кіно. Її дебютний фільм U mreži вийшов в 1956 році. Крім того, вона виконала роль в телефільмі 1967 року Kineski zid (адаптація п'єси «Китайська стіна» Макса Фріша). Вона також зіграла епізодичну роль у фільмі Коротка ніч скляних ляльок (1971, режисер Альдо Ладо).
У телефільмі Roko i Cicibela (1978, режисер Стіпе Делич) вона зіграла головну жіночу роль. Соколович-Берток також знялася в ролі учітельки в сатиричному фільмі Майстри, майстри! (1980, режисер Горан Маркович). Її останнім фільмом був Traktor, ljubezen in Rock'n'Roll (2008, режисер Бранко Дурич).
У березні 2008 року син Соколович, Маріо Берток, повідомив про її смерть від внутрішньої кровотечі після інсульту. Похована на цвинтарі Мірогой.

## Фільми
- Трактор, любов і рокенрол (2011)
- Grbavica (2006)
- На амід Ідріз (2004)
- Бог не викликав більше зла (2002)
- Анклав, Де (2002)
- Опікун кордону (2002)
- Чорна хроніка або жіночий день (2000)
- Будинок привидів (1998)
- Новорічне пограбування (1997)
- Сьома хроніка (1996)
- Prolazi sve (1995)
- Рок-н-рол (1994)
- Кожен раз, коли ми ростемо (1994)
- Смак лимона (1993)
- Поки ніхто не дивиться (1993)
- Mor (1992)
- Спогади про північ (1991)
- Чаруга (1991)
- Папа повинен померти (1991)
- Народився (1991)
- Кхотін (1991)
- Свята в Сараєві (1991 р.)
- Поженемося 3 (1990)
- Балканська перестройка (1990)
- Фатальне небо (1990)
- Літо пам'яті (1990)
- Масмедіологія на Балканах (1989)
- Krvopijci (1989)
- Young Force (1988)
- Azra (1988)
- Стратегія Шврака (1987)
- Життя одного з павуків (1986)
- Земля обіцяна (1986)
- Антикасанова (1985)
- Жир і худий (1985)
- Ніхто не сміється (1985)
- Тайваньська канаста (1985)
- Вентилятор (1985)
- Хлопець війни (1985)
- Небезпечна дитина (1985)
- У рядах життя (1984)
- Лист — Глава (1983)
- Аромат підземелля (1982)
- Kraljevo (1981)
- Variola vera (1981)
- Майстри, магістри (1980)
- Журналіст (1979)
- Roko and Cicibel (1978)
- Стрільба (1977)
- Malastrana (1971)
- Дикі ангели (1969)
- Протест (1967 / I)
- Друга сторона медалі (1965)
- Офіційна позиція (1964)
- Carevo novo ruho (1961)
- У мережі (1956)

## Теле-серії
- Повернеться до поїздки (2007)
- Bitange i princeze (2005)
- Довга темна ніч (2005)
- Наш і ваш (2000)
- Нерозривний (1990)
- Краще життя (1987)
- Подорож до Вучака (1986)
- Штефіка Цвек у мітингах життя (1984)
- Марія (1976)
- У реєстрі (1976)
- Де йдуть дикі свині (1971)